# Turze (gromada w powiecie tczewskim)
Turze – dawna gromada, czyli najmniejsza jednostka podziału terytorialnego Polskiej Rzeczypospolitej Ludowej w latach 1954–1972.
Gromady, z gromadzkimi radami narodowymi (GRN) jako organami władzy najniższego stopnia na wsi, funkcjonowały od reformy reorganizującej administrację wiejską przeprowadzonej jesienią 1954 do momentu ich zniesienia z dniem 1 stycznia 1973, tym samym wypierając organizację gminną w latach 1954–1972.
Gromadę Turze z siedzibą GRN w Turzu utworzono – jako jedną z 8759 gromad na obszarze Polski – w powiecie tczewskim w woj. gdańskim na mocy uchwały nr 25/III/54 WRN w Gdańsku z dnia 5 października 1954. W skład jednostki weszły obszary dotychczasowych gromad Dalwin, Małżewo, Szczerbięcin i Turze (bez osady Marianka) oraz jezioro Damaszka (123,53 ha) z dotychczasowej gromady Boroszewo ze zniesionej gminy Godziszewo, a także, obszar dotychczasowej gromady Rukosin ze zniesionej gminy Tczew, w tymże powiecie. Dla gromady ustalono 15 członków gromadzkiej rady narodowej.
1 stycznia 1972 do gromady Turze włączono obszar zniesionej gromady Godziszewo oraz miejscowości Goszyn, Liniewko i Wętkowy ze zniesionej gromady Swarożyn w tymże powiecie.
Gromada przetrwała do końca 1972 roku, czyli do kolejnej reformy gminnej. 1 stycznia 1973 w powiecie tczewskim w woj. gdańskim utworzono gminę Turze.